# Salimenaea
Salimenaea, novi monotipski biljni rod iz porodice sporiševki smješšten u tribus Lantaneae. Sadrži vrstu povijesno tretiranu pod rodom Lippia L. Jedini predstavnik mu je južnoamerički  grm S. integrifolia iz Perua, Bolivije i Argentine.. Rod je kao nov opisan u Novon 31: 99. 2023.

## Sinonimi
- Lippia integrifolia (Griseb.) Hieron.; Bol. Acad. Nac. Cordova 4: 406 (1881)
- Lippia boliviana Rusby; Mem. Torr. Bot. Club 4: 243 (1895)
- Lippia boliviana var. angusta Moldenke; Phytologia 14: 325 (1967)
- Lippia boliviana var. integrifolia (Griseb.) Moldenke; Phytologia 42(2): 199 (1979)
- Lippia integrifolia var. beckii Moldenke; Phytologia 52: 19 (1982)
- Lippia turbinata var. integrifolia Griseb.; Abh. Königl. Ges. Wiss. Göttingen 19: 243 (1874)